# Paratemnoides elongatus
Paratemnoides elongatus es una especie de arácnido del orden Pseudoscorpionida de la familia Atemnidae.

## Distribución geográfica
Se encuentra en Estados Unidos y Guatemala.